# Arquidiócesis de Puebla de los Ángeles
La arquidiócesis de Puebla de los Ángeles o de Puebla (en latín: Archidioecesis Angelorum) es una circunscripción eclesiástica de la Iglesia católica en México. Se trata de una arquidiócesis latina, sede metropolitana de la provincia eclesiástica de Puebla de los Ángeles. Desde el 5 de febrero de 2009 su arzobispo es Víctor Sánchez Espinoza.

## Territorio y organización
La arquidiócesis tiene 20 937 km² y extiende su jurisdicción sobre los fieles católicos de rito latino residentes en 154 municipios del estado de Puebla. Forma parte de la Zona Pastoral de Oriente.
La sede de la arquidiócesis se encuentra en la ciudad de Puebla de Zaragoza, en donde se halla la Catedral basílica de Nuestra Señora de la Inmaculada Concepción. La catedral anterior, en funcionamiento de 1525 a 1543 y dedicada a la Asunción de la Virgen María, se encuentra ahora fuera de los límites de la arquidiócesis, en Tlaxcala, en la diócesis de Tlaxcala, y se encuentra en ruinas. El centro histórico de Puebla de Zaragoza, Patrimonio de la Humanidad, conserva varios edificios religiosos.
La arquidiócesis tiene como sufragáneas a las diócesis de: Huajuapan de León, Tehuacán y Tlaxcala.
En 2021 en la arquidiócesis existían 316 parroquias agrupadas en 31 decanatos.

## Historia

### Antecedentes
La diócesis Carolensis, con sede en Yucatán, fue erigida el 24 de enero de 1519 por el papa León X con la bula Sacri apostolatus ministerio. Fue la primera diócesis de la Nueva España. El nombre de la diócesis fue elegido en honor del emperador Carlos V. Originalmente fue sufragánea de la archidiócesis de Sevilla. La sede de la diócesis estaba situada en una ciudad de reciente fundación, llamada Ciudad Carolense, en la que, según la bula, se había erigido la parroquia de Nuestra Señora de los Remedios, que fue elevada a catedral. Sin embargo, el territorio circundante aún estaba inexplorado, tanto es así que en la bula de erección de la diócesis se afirma que aún no se sabe si Yucatán es una isla grande o un nuevo continente. Los asentamientos españoles fueron difíciles de defender debido a la escasez de tropas y esta ciudad Carolense, cuya fundación misma sigue siendo incierta, pronto fue abandonada.
La diócesis fue ampliada a Oaxaca, Veracruz, Tabasco y parte de Chiapas el 13 de octubre de 1525 con la bula Devotionis tuae probata sinceritas del papa Clemente VII. Al mismo tiempo, al obispo Carolense también se le concedió el título de obispo de Tenochtitlán. La catedral de la diócesis fue la iglesia de la Asunción de la Virgen María, hoy en ruinas. Esta concesión se hizo al obispo designado, que aún no había desembarcado en América, pero residía en España, tenía como objetivo dar al obispo la facultad de colocar la sede episcopal donde lo considerara más adecuado y al mismo tiempo adaptar la bula de erección del papa León X, que no había establecido límites precisos para la nueva diócesis, a un territorio que se hizo más y más grande a medida que continuaban las exploraciones.
En 1527 el obispo Julián Garcés, tras haber recibido la consagración episcopal en España, llegó a su diócesis y colocó la sede episcopal en Tlaxcala, añadiendo a los dos títulos anteriores también el de esa ciudad. Sin embargo, debido a la pobreza de Tlaxcala, el obispo decidió fundar una nueva ciudad en una posición más favorable, a la que dio el nombre de Puebla de los Ángeles y transfirió allí la sede episcopal en la segunda mitad de 1539.
El 2 de septiembre de 1530 cedió parte de su territorio para la erección por el papa Clemente VII de la diócesis de México (hoy arquidiócesis de México).
El 21 de julio de 1535 cedió otra parte de su territorio para la erección de la entonces diócesis de Antequera, mediante la bula Illud in primis del papa Paulo III.

### Diócesis
El desarrollo de la Puebla los Ángeles fue tan rápido, que los canónigos del Cabildo de la Catedral de Tlaxcala insistieron al obispo Garcés que promoviera el traslado definitivo de la sede episcopal angelopolitana. El 6 de junio de 1543, mediante una real cédula, firmada por el regente (interino) Felipe, la sede del obispado fue trasladada a Puebla, manteniendo el nombre de la diócesis de Tlaxcala (Dioecesis Tlaxcalensis seu Angelopolitana).
El 12 de febrero de 1546 pasó a formar parte de la provincia eclesiástica de México.
El 19 de noviembre de 1561 cedió una porción de su territorio para la erección de la diócesis de Yucatán (hoy arquidiócesis de Yucatán) mediante la bula Super speculam del papa Pío IV.
En 1643 el obispo Juan de Palafox y Mendoza fundó el seminario diocesano.
Posteriormente cedió partes de su territorio en varias ocasiones para la erección de nuevas diócesis:
- la diócesis de Chilapa (hoy diócesis de Chilpancingo-Chilapa) el 16 de marzo de 1863 mediante la bula Grave nimis del papa Pío IX;[nota 3]
- la diócesis de Veracruz o Xalapa (hoy arquidiócesis de Xalapa) el 19 del marzo de 1863;[nota 4]
- la diócesis de Ciudad Victoria o Tamaulipas (hoy diócesis de Tampico) el 12 de marzo de 1870 mediante la bula Apostolicam in universas del papa Pío IX;
- la diócesis de Mixtecas (hoy diócesis de Huajuapan de León) el 25 de abril de 1902 mediante la bula Apostolica Sedes del papa León XIII.[8]

### Arquidiócesis
El 11 de agosto de 1903 fue elevada al rango de arquidiócesis metropolitana en virtud de la bula Praedecessoris Nostri del papa Pío X, con el nombre de arquidiócesis de Puebla de los Ángeles. José Ramón Ibarra y González, quién se desempeñaba como obispo de Puebla-Tlaxcala, pasó a ser el primer arzobispo.
El 19 de junio de 1931 cedió dos parroquias a la diócesis de Papantla mediante el decreto Excellentissimus de la Congregación Consistorial.
El 8 de septiembre de 1940, con la carta apostólica Mexicana in ditione, el papa Pío XII confirmó a la Santísima Virgen María de Ocotlán como patrona de la arquidiócesis.
El 23 de mayo de 1959 cedió una porción de su territorio para la erección de la diócesis de Tlaxcala mediante la bula Christianorum gregem del papa Juan XXIII.
El 13 de enero de 1962 cedió otra porción de su territorio para la erección de la diócesis de Tehuacán mediante la bula Quem ad modum del papa Juan XXIII.
El 28 de enero de 1979 recibió la visita del papa Juan Pablo II durante su viaje apostólico a México.

## Estadísticas
Según el Anuario Pontificio 2022 la arquidiócesis tenía a fines de 2021 un total de 5 660 280 fieles bautizados.
| Año                                                                             | Población | Población | Población      | Sacerdotes | Sacerdotes | Sacerdotes | Católicos por sacerdote | Diáconos permanentes | Religiosos | Religiosos | Parroquias y cuasiparroquias |
| Año                                                                             | Católicos | Total     | % de católicos | Total      | Diocesanos | Regulares  | Católicos por sacerdote | Diáconos permanentes | Masculinos | Femeninos  | Parroquias y cuasiparroquias |
| ------------------------------------------------------------------------------- | --------- | --------- | -------------- | ---------- | ---------- | ---------- | ----------------------- | -------------------- | ---------- | ---------- | ---------------------------- |
| 1950                                                                            | 1 470 000 | 1 500 000 | 98.0           | 352        | 286        | 66         | 4176                    |                      | 90         | 901        | 173                          |
| 1966                                                                            | 1 709 800 | 1 724 846 | 99.1           | 411        | 297        | 114        | 4160                    |                      |            |            | 145                          |
| 1968                                                                            | 1 796 217 | 1 838 767 | 97.7           | 531        | 281        | 250        | 3382                    |                      | 281        | 900        | 142                          |
| 1976                                                                            | 1 962 774 | 2 038 668 | 96.3           | 390        | 292        | 98         | 5032                    |                      | 132        | 1032       | 158                          |
| 1980                                                                            | 2 210 512 | 2 289 942 | 96.5           | 412        | 303        | 109        | 5365                    |                      | 174        | 998        | 173                          |
| 1990                                                                            | 2 855 794 | 3 173 105 | 90.0           | 419        | 330        | 89         | 6815                    | 2                    | 330        | 1136       | 201                          |
| 1999                                                                            | 4 702 264 | 4 930 529 | 95.4           | 511        | 394        | 117        | 9202                    | 1                    | 229        | 1033       | 204                          |
| 2000                                                                            | 4 585 302 | 4 967 825 | 92.3           | 524        | 404        | 120        | 8750                    |                      | 248        | 1039       | 234                          |
| 2001                                                                            | 4 709 106 | 5 101 957 | 92.3           | 528        | 395        | 133        | 8918                    |                      | 246        | 1190       | 242                          |
| 2002                                                                            | 3 567 489 | 3 809 385 | 93.6           | 507        | 407        | 100        | 7036                    |                      | 210        | 1206       | 243                          |
| 2003                                                                            | 3 971 065 | 4 291 653 | 92.5           | 513        | 404        | 109        | 7740                    |                      | 199        | 1097       | 245                          |
| 2004                                                                            | 4 054 856 | 4 382 207 | 92.5           | 528        | 407        | 121        | 7679                    | 2                    | 220        | 1100       | 207                          |
| 2011                                                                            | 4 484 000 | 4 820 000 | 93.0           | 547        | 387        | 160        | 8197                    | 2                    | 208        | 720        | 277                          |
| 2016                                                                            | 3 993 674 | 5 033 788 | 79.3           | 558        | 404        | 154        | 7157                    | 4                    | 208        | 989        | 311                          |
| 2019                                                                            | 5 554 200 | 7 048 600 | 78.8           | 587        | 427        | 160        | 9462                    | 6                    | 234        | 1459       | 322                          |
| 2021                                                                            | 5 660 280 | 7 182 970 | 78.8           | 739        | 439        | 300        | 7659                    | 5                    | 348        | 1202       | 316                          |
| Fuente: Catholic-Hierarchy, que a su vez toma los datos del Anuario Pontificio. |           |           |                |            |            |            |                         |                      |            |            |                              |

## Episcopologio
Últimos cinco titulares:
| Foto | Escudo | Nombre del titular                           | Período                                          | Fin del cargo (razón)                |
|      |        | José Ignacio Márquez y Tóriz †               | 28 de julio de 1945-28 de febrero de 1950        | Falleció                             |
|      |        | Octaviano Márquez y Toriz †                  | 14 de diciembre de 1950-24 de septiembre de 1975 | Falleció                             |
|      |        | Ernesto Corripio Ahumada †                   | 11 de marzo de 1976-19 de julio de 1977          | Nombrado arzobispo primado de México |
|      |        | Rosendo Huesca y Pacheco †                   | 28 de septiembre de 1977-5 de febrero de 2009    | Retirado                             |
|      |        | José Víctor Manuel Valentín Sánchez Espinosa | Desde el 5 de febrero de 2009                    |                                      |